# 宋金戰爭 (1125-1141)
北宋末年南宋初年，女真人久居北方寒冷之地，不耐酷暑。金軍一般是盛夏休戰，而于秋冬季節弓劲马肥之际南侵，宋人于是稱之為“防秋”。春末金軍退兵，即將進入盛夏季節，則是宋軍北伐之時。
宣和七年（1125年）至紹興十一年（1141年）宋金戰爭大事記如下：
- 1125年秋，金國分兵兩路，即東路完顏宗望、完颜昌、完颜宗弼，西路完颜宗翰、完颜希尹、完颜娄室，全軍出動第一次伐宋，來年春天以北宋割讓黃河以北為代價議和退兵。
- 1126年秋，金國仍以東西兩路軍第二次伐宋，攻陷北方重鎮太原[2]，并在1127年1月9日成功攻破東京開封，造成「靖康之難」北宋滅亡，來年春天俘虜宋徽宗、宋欽宗二帝北上。
- 1127年秋，金國分兵三路，即東路完顏宗輔、完颜昌、完颜宗弼，西路完颜娄室、完颜杲（撒离喝），中路完颜宗翰、完颜希尹，全軍出動再次圍攻開封，但被宗澤領導的東京留守司軍擊退。
- 1128年秋，宗澤去世，杜充接任。抗金起義不斷的河北（黃河以北）各地全部被杜充放棄，所有起義都被金軍鎮壓，陝西關中和河南一帶由此變成了新的“河北”，江南則變成了新的“河南”。
- 1129年秋，完顏宗弼一路擊破宋軍，渡過長江攻下臨安和明州，宋高宗從海上逃到溫州避難。完顏宗弼一軍劫掠后退兵，被韓世忠在黃天蕩、岳飛在建康截擊，受重創。完顏昌等金國貴族開始轉向以戰爭以外的其它方式使南宋屈服。
- 1130年，西面完顏宗弼一軍攻破陕州[2]，并在「富平之戰」大敗張浚，攻至漢中山區退兵；東面完顏昌一軍則攻下楚州[2]，但在縮頭湖一戰被张荣大敗北逃。金太宗、完顏宗翰、完顏昌等立劉豫為傀儡國「齊」的皇帝，讓漢人之間自相殘殺。
- 自1131年至1137年齊被廢，齊成為長江中下游一帶金軍和宋軍之間的緩衝。因為劉豫的齊軍戰力不足，南宋軍隊尤其是岳家軍多有北伐收復失地之舉。金軍的主攻方向則是西面的漢中山區和四川。
  - 1131年，西面完顏宗弼攻漢中山區，在「和尚原之戰」被吳玠大敗。東面張俊則以岳飛為主力將割據一方的李成趕出江南，李成投奔齊劉豫。
  - 1132年冬1133年春，西面完颜杲（撒离喝）突破饒風關進入漢中，但因糧草不濟被迫退兵。東面宋襄陽鎮撫使李橫北伐劉豫，幾乎收復河南，但在開封城北被完顏宗弼的重鎧騎兵擊潰，到1133年底敗退到長江一線。
  - 1134年，完顏宗弼在二月和三月的仙人關殺金坪之戰中又被吳玠大敗，自此不再主攻西部。五月，岳家軍第一次北伐齊收復了原來李橫的防區。九月，完顏宗輔、完顏昌和完顏宗弼出兵幫助偽齊劉豫伐宋，但因金太宗重病將死而被召回。
  - 1135年，齊劉豫在金國失勢，其后臺金太宗死、完顏宗翰被繼任的金熙宗架空。自此至1137年，金軍不再積極參與偽齊的伐宋，其中1135年偽齊和南宋之間休戰；1136年偽齊南侵被劉光世軍和岳家軍擊退，岳家軍進行了小規模的第二次和第三次北伐；1137年齊被完顏昌和完顏宗弼廢。
- 1138年和1139年因為完顏昌和秦檜議和，南宋以外交手段收回陝西、河南地，宋金未有大戰。
- 主戰的完顏宗弼于1139年殺主和的完顏昌，并于1140年春撕毀和議伐宋，先后被帶兵北上的劉錡的八字軍大敗于順昌、被第四次北伐的岳家軍大敗于郾城和穎昌。
- 1141年春，完顏宗弼避開長江中游的岳家軍，南攻張俊一軍主防的淮南西路，在柘皋被劉錡、楊沂中和張俊手下王德大敗；但張俊隨即為搶功而調走劉錡，完顏宗弼在濠州大敗楊沂中一軍和張俊一軍，和淮南東路的韓世忠軍對峙，不久就在岳家軍趕到之前退兵北上。
- 1142年宋高宗趙構和秦檜以殺岳飛，并剝奪劉錡、韓世忠、楊沂中、張俊軍權為代價簽訂了極有爭議的《紹興和議》，迎回趙構生母韋氏。從此到1161年海陵王完顏亮伐宋，宋金不再有大戰。